# مرغ مگس سبزوسفید
مرغ مگس سبزوسفید (نام علمی: Amazilia viridicauda) نام یک گونه از زیرخانواده مگس‌مرغیان است. این پرنده بوم‌زاد شرق رشته‌کوه آند می‌باشد. این گونه در کشور پرو، در مناطق زیادی از جنگل‌های بارانی زندگی می‌کند.